# Ølsted (Sjælland)
Ølsted (dt. etwa Bierort) ist ein kleines Dorf in der Region Hovedstaden auf Sjælland in Dänemark
Ølsted gehört zur Halsnæs Kommune, im Ort leben 1938 Einwohner (Stand 1. Januar 2023).

## Geografie

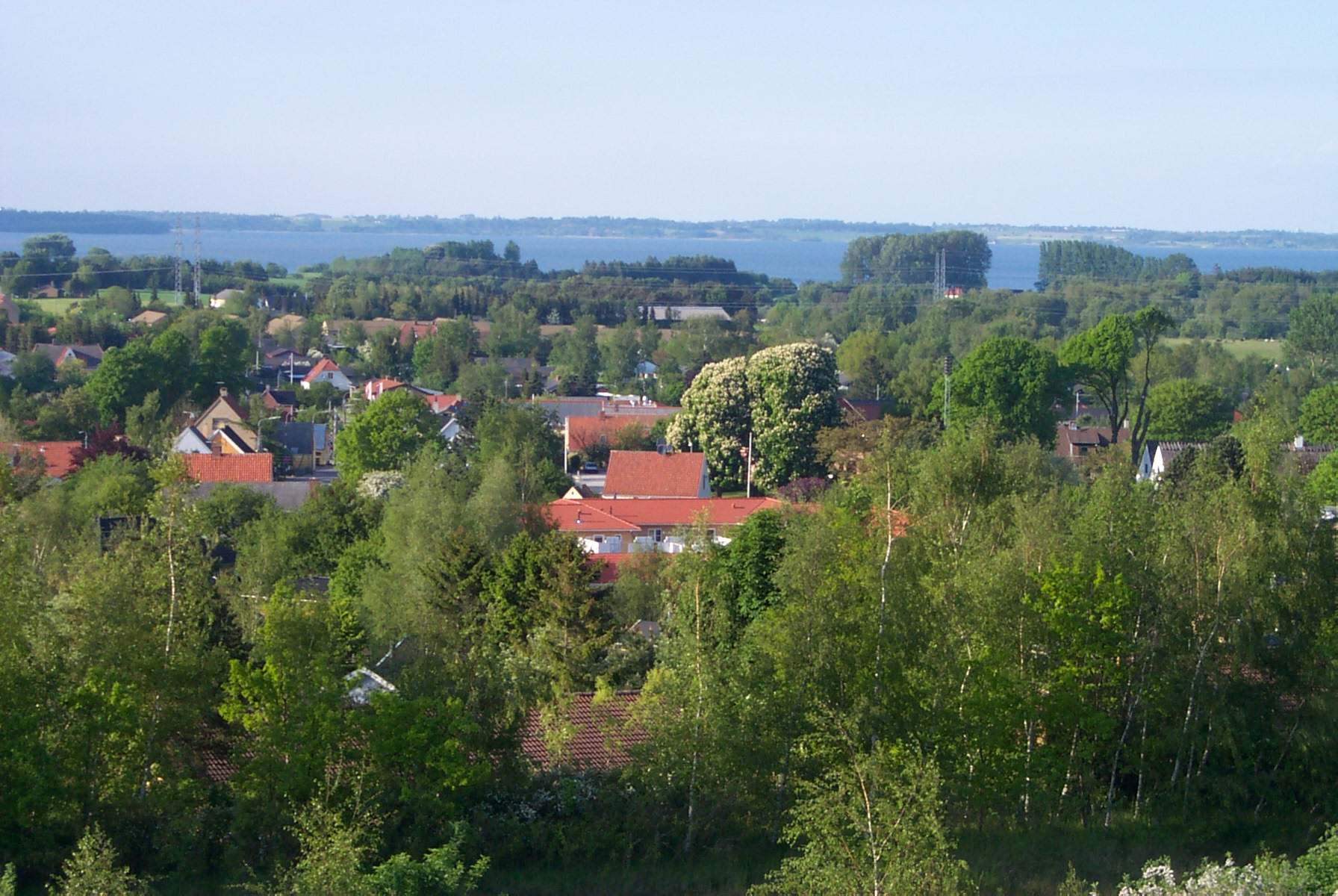
Blick über Ølsted zum Arresø.

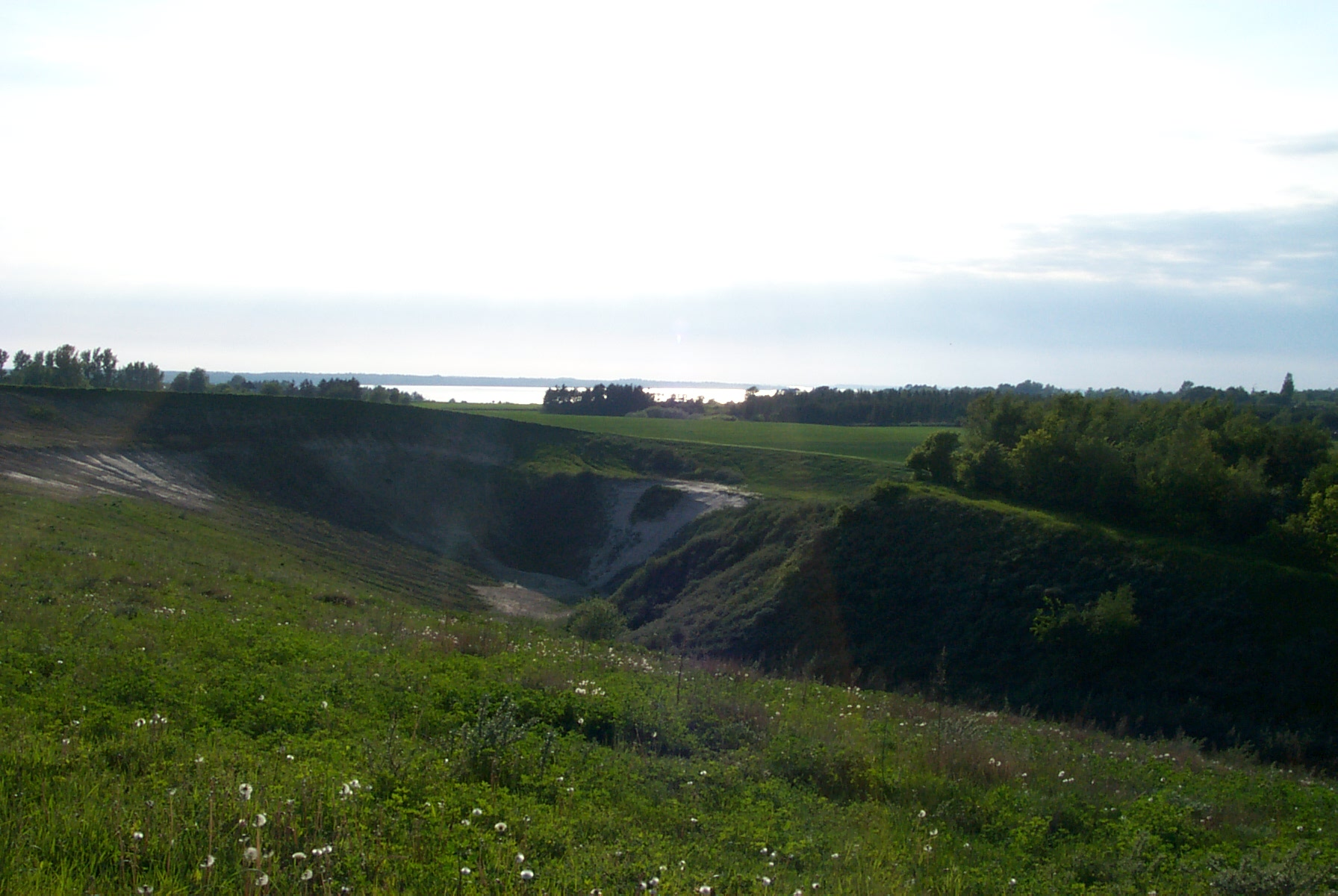
Kiesgrube, Blick Richtung Roskilde-Fjord.

Ølsted befindet sich südlich des Arresø und westlich des Roskilde-Fjords. Westlich von Ølsted befindet sich die Ferienhaussiedlung Ølsted Strandhuse, südwestlich Ølsted Sydstrand.
Die Stadt Frederiksværk liegt etwa 8 km nördlich des Orts, Frederikssund rund 10 km südlich. Der Ort Skaevinge, der zur Hillerød Kommune gehört, befindet sich rund 7 km östlich von Ølsted.

## Geschichte
Die Steinkiste von Viberg (dän. Vibjerg Hellekiste oder Lille Havelse Hellekiste genannt) liegt südöstlich von Ølsted.
Sehr wahrscheinlich wurde das Dorf vor 400 n. Chr. gegründet, was Ausgrabungen bei Stokrosevej im April 2006 nahelegen. 
Das älteste noch vorhandene frühgeschichtliche Gebäude ist die Kirche, die um das Jahr 1100 entstand.
König Friedrich IV. von Dänemark veranlasste im Jahre 1721 den Bau mehrerer Schulen, von denen eine 1727 in Ølsted errichtet wurde. Sie dient heute als Büro der örtlichen Kirche.
Ølsted gehört seit der Kommunalreform 2007 zur Halsnæs Kommune. Davor gehörte es zur Frederiksværk Kommune im Amt Frederiksborg.

## Verkehr und Infrastruktur
Ølsted hat einen Bahnhof, über den es an die Hillerød–Frederiksværk–Hundested Jernbane zwischen Hillerød und Hundested angebunden ist.